# Nikita Novickij
Nikita Leonidovič Novickij (in russo Никита Леонидович Новицкий?; Ust'-Ilimsk, 24 agosto 2000) è uno sciatore freestyle russo, specialista nelle gobbe.

## Biografia
In Coppa del Mondo ha esordito il 7 dicembre 2018 a Ruka, terminando in 23ª posizione. 
Nel 2022 ha partecipato ai Giochi Olimpici invernali del 2022, a Pechino. 

## Palmarès
- Campionati mondiali juniores di freestyle:
  - Oro a Chiesa in Valmalenco 2019 nelle gobbe

- Campionati russi
  - 2 podi:
  - 2 terzi posti.